# Manuel Uquillas
Manuel Antonio Uquillas Silva (Guayaquil, 19 novembre 1963) è un ex calciatore ecuadoriano, di ruolo attaccante.

## Caratteristiche tecniche
Giocò come attaccante.

## Carriera

### Club
Iniziò la propria carriera professionistica nel Barcelona relativamente tardi, a ventiquattro anni; alla sua prima stagione ottenne la vittoria del titolo nazionale, impresa che si ripeterà nel 1989 e nel 1991. Nel 1994 lasciò il club, e la stagione all'ESPOLI lo laureò capocannoniere della massima divisione nazionale per la prima volta in carriera; riacquistato dal Barcelona, centrò la doppietta campionato nazionale-titolo di miglior marcatore. Nel 1997, dopo aver ottenuto il quinto trofeo nazionale, si trasferì al Deportivo Quito, dove chiuse la carriera l'anno successivo, senza segnare alcuna rete. È il miglior realizzatore della storia del Clásico del Astillero per il Barcelona con undici reti, nonché il massimo realizzatore assoluto della medesima società con 84 gol.

### Nazionale
Fu convocato per la prima volta per una competizione ufficiale in occasione della Copa América 1991, ma la sua partecipazione fu breve: solo quindici minuti della sfida inaugurale del gruppo B, che vedeva contrapposti Ecuador e Colombia.

## Palmarès

### Club
- Campionato ecuadoriano: 5

Barcelona: 1987, 1989, 1991, 1995, 1997

### Individuale
- Capocannoniere della Primera Categoría Serie A: 2

1994 (25 gol), 1995 (24 gol)